# 1963 Bezovec
1963 Bezovec eller 1975 CB är en asteroid i huvudbältet som upptäcktes den 9 februari 1975 av den tjeckiske astronomen Luboš Kohoutek vid Bergedorf-observatoriet. Den har fått sitt namn efter berget Bezovec.
Asteroiden har en diameter på ungefär 35 kilometer.